# 트베리주
트베리주(러시아어: Тверская область Tverskaya oblast'[*], IPA: [tvʲɪrˈskajə ˈobləsʲtʲ])는 러시아의 연방주체 (주)이다. 행정중심은 트베리다.  1935년부터 1990년까지는 칼리닌주(러시아어: Калининская область)로 알려졌다. 인구: 1,353,392 (2010년 인구 조사).
트베리주는 셀리게르와 브로스노와 같은 호수 지역이다. 나머지 지역의 대부분은 발다이 언덕이 차지하고 있으며, 볼가, 서드비나, 드네프르가 이곳에서 발원한다.
현대적인 관광 인프라를 갖춘 러시아의 관광 지역 중 하나이다. 또한 토르조크, 토로페츠, 주브초프, 카신, 비시니 볼로초크, 칼랴진과 같은 많은 역사적인 도시가 있다. 이 중 가장 오래된 도시는 르제프로, 주로 제2차 세계 대전의 르제프 전투로 유명하다. 스타리차는 러시아의 마지막 아파나주 공국의 자산이였다. 오스타슈코프는 주요 관광 중심지이다.

## 지리

### 시간대
모스크바 시간(MSK/MSD)에 있다. UTC와의 시차는 +0300 (MSK)/+0400 (MSD)이다.

## 행정 구역

### 군
- 안드레아폴스키군
- 벨스키군
- 베제츠키군
- 볼로곱스키군
- 피롭스키군
- 칼리닌스키군
- 칼랴진스키군
- 카신스키군
- 케소보고르스키군
- 킴르스키군
- 코나콥스키군
- 크라스노홀름스키군
- 쿱시놉스키군
- 레스노이군
- 리호슬라블스키군
- 막사티힌스키군
- 몰로콥스키군
- 넬리돕스키군
- 올레닌스키군
- 오스타시콥스키군
- 페놉스키군
- 라메시콥스키군
- 르젭스키군
- 산돕스키군
- 셀리자롭스키군
- 손콥스키군
- 스피롭스키군
- 스타리츠키군
- 토로페츠키군
- 토르족스키군
- 우도멜스키군
- 베시예곤스키군
- 비시네볼로츠키군
- 자파드노드빈스키군
- 자르콥스키군
- 주브촙스키군

## 주민
거의 대부분의 주민들이 러시아인이다.
| 민족           | 2002년도의 인구 수 (*보관됨 2012-01-26 - 웨이백 머신) |
| -------------- | ----------------------------------------------------- |
| 러시아인       | 1361,0                                                |
| 우크라이나인   | 22,6                                                  |
| 카렐인         | 14,6                                                  |
| 벨라루스인     | 8,6                                                   |
| 아르메니아인   | 7,3                                                   |
| 타타르인       | 6,7                                                   |
| 아제르바이잔인 | 4,6                                                   |
| 집시           | 4,6                                                   |
| 추바시인       | 3,1                                                   |
| 체첸인         | 2,7                                                   |
| 몰도바인       | 1,8                                                   |
| 독일인         | 1,8                                                   |
| 모르드바인     | 1,7                                                   |
| 조지아인       | 1,4                                                   |
| 타지크인       | 1,2                                                   |

| 연도                | 인구      | ±%     |
| ------------------- | --------- | ------ |
| 1897                | 1,769,135 | —      |
| 1926                | 2,242,350 | +26.7% |
| 1959                | 1,806,787 | −19.4% |
| 1970                | 1,717,237 | −5.0%  |
| 1979                | 1,649,022 | −4.0%  |
| 1989                | 1,670,117 | +1.3%  |
| 2002                | 1,471,459 | −11.9% |
| 2010                | 1,353,392 | −8.0%  |
| 2021                | 1,230,171 | −9.1%  |
| Source: Census data |           |        |

인구: 1,230,171 (2021년 인구 조사); 1,353,392 (2010년 인구 조사); 1,471,459 (2002년 인구 조사); 1,670,117 (1989년 인구 조사).